# Bùi Công Duy
Bùi Công Duy (sinh ngày 2 tháng 2 năm 1981 tại Hà Nội), là một nghệ sĩ vĩ cầm người Việt Nam. Anh là nghệ sĩ vĩ cầm đáng chú ý của Việt Nam hiện nay, với nhiều giải thưởng quốc tế trong đó có giải Nhất cuộc thi Tchaikovsky dành cho lứa tuổi trẻ năm 1997. Tốt nghiệp thạc sĩ Nhạc viện Tchaikovsky (Nga), Bùi Công Duy là người nước ngoài đầu tiên trở thành thành viên của dàn nhạc dây Moscow. Phần lớn thời gian anh tập trung vào công tác đào tạo, giảng dạy tại Học viện Âm nhạc Quốc gia Việt Nam và tham gia nhiều sự kiện âm nhạc giao hưởng thính phòng lớn trong nước và quốc tế. Bùi Công Duy hiện có học vị tiến sĩ, và từ năm 2017 là Phó giám đốc Học viện Âm nhạc quốc gia Việt Nam, vị Phó giám đốc trẻ nhất trong lịch sử 65 năm của Nhạc viện.

## Tiểu sử
Cha anh là giáo sư Bùi Công Thành và mẹ là nghệ sĩ piano Thu Lan.

## Sự nghiệp
Bùi Công Duy biết tới cây đàn vĩ cầm từ khi mới lọt lòng. Anh bắt đầu học vĩ cầm từ khi lên 4 tuổi bởi sự dẫn dắt của người cha Bùi Công Thành. Anh theo gia đình sang Nga lúc 10 tuổi, theo học với Giáo sư A.V. Gvozdev và giáo sư, nghệ sĩ nhân dân I.V.Bochkova.
Năm 1998 anh tiếp tục theo học đại học & Nghiên cứu sinh tại nhạc viện Tchaikovsky Moscow Liên bang Nga. Anh đã từng biểu diễn tại Đức, Mỹ, Nhật Bản, NaUy, Nga, Thuy Sỹ... và đã được nhận vào dàn nhạc Virtouse Moscow. Anh từng đảm nhận công việc giám khảo cuộc thi âm nhạc quốc gia "Mùa Thu" Năm 2007 và giám khảo cuộc thi violon Quốc tế mang tên "Demidov" tại Nga năm 2010.
Năm 2012, anh được báo điện tử Vnexpres bình chọn là 1 trong 50 cá nhân có thành tựu nổi bật, thể hiện tính sáng tạo trong 5 lĩnh vực: Kinh doanh, Xã hội, Nghệ thuật, Thể thao và Khoa học Công nghệ Anh còn là nghệ sĩ violon đầu tiên của VN được biểu diễn solo cùng dàn nhạc Berliner Symphoniker tại Berliner Philharmonie - Phòng hòa nhạc danh giá bậc nhất châu Âu mang tên Herbert von Karajan năm 2014
Bên cạnh vai trò của một nghệ sĩ violin trẻ, Bùi Công Duy còn tham gia vào công tác giảng dạy âm nhạc và là trưởng khoa đàn dây của Học viện Âm nhạc Quốc gia Việt Nam. Anh đã đào tạo được khá nhiều tài năng âm nhạc trẻ cho Việt Nam như:
- Nguyễn Linh Nguyên (16 tuổi) - đạt giải nhì cuộc thi Mozart International String Competition 2011 tại Thái Lan
- Trịnh Đan Nhi (10 tuổi) - đạt giải nhì cuộc thi The 4th ASEAN International Concerto Competition 2011 ở Indonesia.
- Bùi Cẩm Ly - đạt giải ba cuộc thi Âm nhạc quốc gia Mùa Thu 2007 và giải ba The 3th Asean International Concerto Competition ở Jakarta năm 2009.
- Trần Mỹ Dung (8 tuổi) - đạt giải nhất cuộc thi The 5th Asean International Concerto Competition' ở Jakarta năm 2013

Những buổi hòa nhạc lớn Bùi Công Duy tham gia:
1. Đêm nhạc Bùi Công Duy, Concerto, Beethoven, Đặng Thái Sơn, Lê Phi Phi, Hà Phạm Thăng Long, Vành Khuyên, Mạnh Dũng, Lưu Hồng Quang, Trang Trịnh, nhạc cổ điển, Việt Nam[6]
2. Concert for President V.V. Putin - Hà Nôi - Viet Nam 12/12/2013
3. Biểu diễn và thu trực tiếp tại phòng hòa nhạc mang tên Beethoven - Bonn (Đức)[7]
4. Biểu diễn cho tổng thống Ý Giorgio Napolitano tại Phủ tổng thống Ý - Roma 2013[8]
5. Biểu diễn cùng dàn nhạc giao hưởng quốc gia Việt Nam tại Nhà hát "La Fenice" Venice và "Theatro Del Maggio" Florence 2013[9]
6. Concert for Presindent Park Geun Hye tại Hà Nôi 2013
7. New Year Concert tour with TrondheimSolistene in Norway January/2014[10]
8. Tour diễn cùng dàn nhạc Berliner Symphoniker- Herbert von Karajan 02/02/2014[11]

Năm 2023, Bùi Công Duy được nhà nước Việt Nam trao tặng danh hiệu Nghệ sĩ nhân dân.

## Tham gia đóng phim
Ngoài là một nghệ sĩ vĩ cầm, Bùi Công Duy đã từng tham gia bộ phim Chiến hạm nổ tung với vai diễn Vua Bảo Đại. Đây là bộ phim truyền hình lịch sử do đại tá - nhà văn Nguyễn Xuân Hải chuyển thể từ tiểu thuyết tình báo nổi tiếng cuối thập niên 80 của nhà văn Lê Tri Kỷ (Câu lạc bộ chính khách). Khương Đức Thuận và Trần Chí Thành cùng đạo diễn phim. Tác phẩm hơn 500 trang này một thời hấp dẫn nhiều thế hệ độc giả khi kể về câu chuyện của những điệp báo viên trong thời chiến tranh chống Pháp. Họ là những con người dũng cảm, tài ba, mưu trí.
Vai vua Bảo Đại của Bùi Công Duy trong phim Chiến hạm nổ tung chỉ là một vai phụ. Tuy vậy, anh gây ấn tượng với tác giả kịch bản phim (Nguyễn Xuân Hải) và cố vấn nghệ thuật (đạo diễn Long Vân) ở tác phong làm việc chuyên nghiệp, chịu khó.

## Đời tư
Bùi Công Duy quen biết với nghệ sĩ piano Trinh Hương (con gái nhạc sĩ Phú Quang) trong thời gian học tập tại Nga. Trinh Hương hơn Bùi Công Duy 6 tuổi, họ kết hôn vào năm 2007.

## Giải thưởng
- Giải nhất cuộc thi âm nhạc quốc tế Demidov (1993)[19]
- Giải nhất cuộc thi âm nhạc quốc tế Z. Bron (1995)
- Giải nhất - Huy chương Vàng cuộc thi Violin quốc tế mang tên Tchaikovsky dành cho lứa tuổi trẻ năm 1997 tại S. Peterbourge
- 10 gương mặt tiêu biểu của Việt Nam năm 1997
- Nghệ sĩ ưu tú